# صموئيل إس. ويلكس
صموئيل إس. ويلكس (بالإنجليزية: Samuel S. Wilks)‏ هو رياضياتي أمريكي، ولد في 17 يونيو 1906 في ليتل إلم في الولايات المتحدة، وتوفي في 7 مارس 1964 في برينستون في الولايات المتحدة.